# Ectocyclops strenzkei
Ectocyclops strenzkei is een eenoogkreeftjessoort uit de familie van de Cyclopidae. De wetenschappelijke naam van de soort is voor het eerst geldig gepubliceerd in 1959 door Herbst.